# Stoa spirulaeformis
Stoa spirulaeformis är en ringmaskart som beskrevs av Serres 1855. Stoa spirulaeformis ingår i släktet Stoa och familjen Serpulidae. Inga underarter finns listade i Catalogue of Life.